# Ipomoea proxima
Ipomoea proxima là một loài thực vật có hoa trong họ Bìm bìm. Loài này được M. Martens & Galeotti mô tả khoa học đầu tiên năm 1845.